# Piper guineense
Piper guineense là một loài thực vật có hoa trong họ Hồ tiêu. Loài này được Schumach. & Thonn. miêu tả khoa học đầu tiên năm 1827.